# Rock Garden of Chandigarh

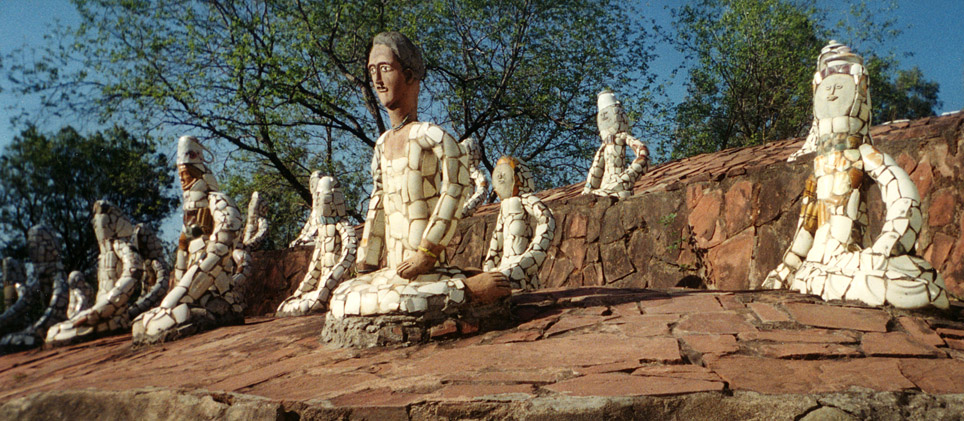
Skulpturer med inläggning av återanvänd keramik.

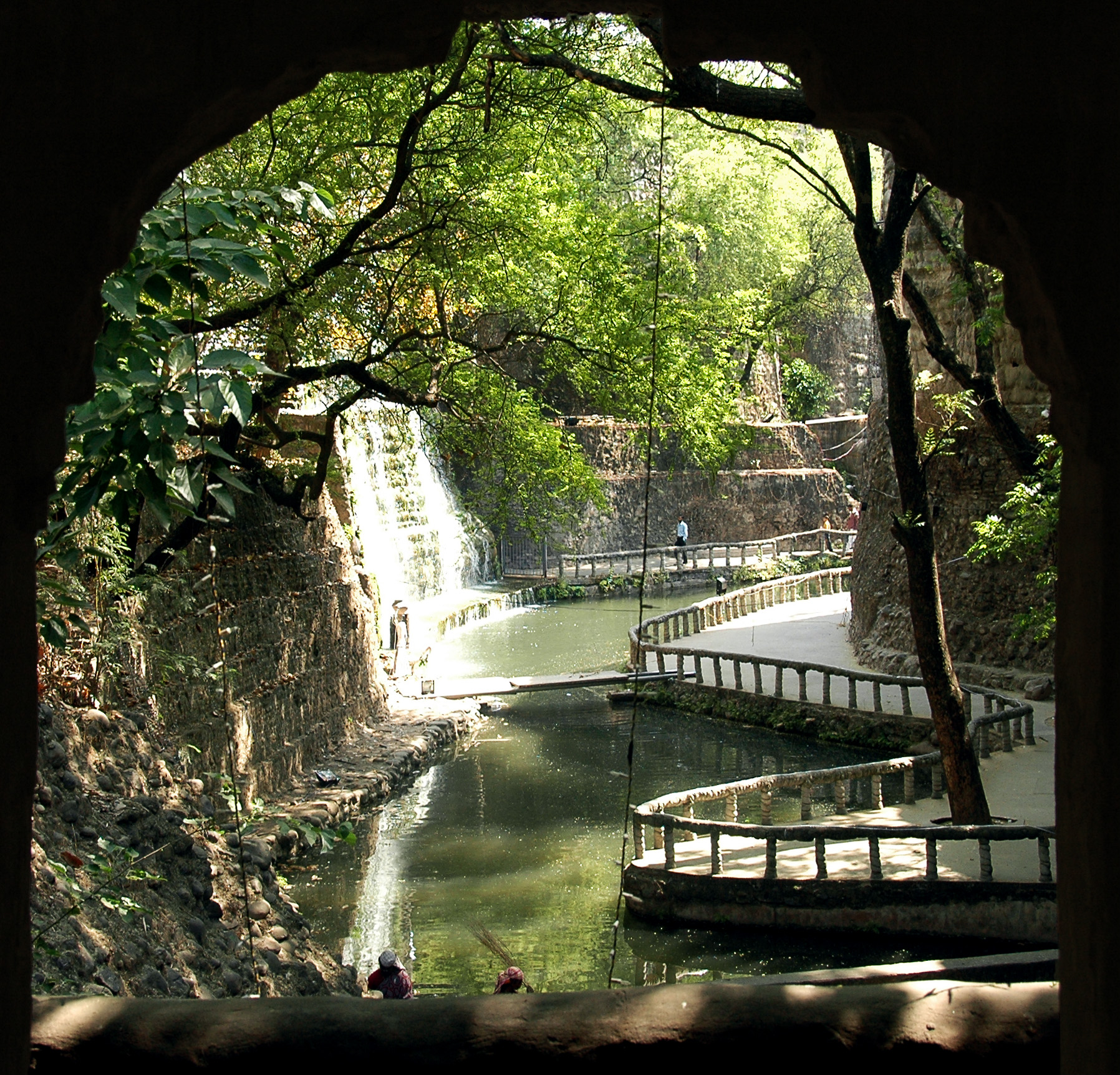
Vattenfall och stig.

Rock Garden of Chandigarh är en skulpturpark i Chandigarh i Indien.
Skulpturparken började anläggas i smyg i en statligt ägd skog nära Sukhnadammen i Chandigarh av den i konst och arkitektur självlärde delstatlige väginspektören Nek Chand på dennes fritid 1957. Han samlade material från bland annat rivningar av hus i och omkring Chandigarh och återanvände dessa material för att skapa en bild av det gudomliga kungariket Sukrani, med skulpturer av män, kvinnor, barn och djur. Han valde en brant ådal i ett skogsområde, som hade satts av för att bevaras intakt redan 1902. Nek Chands installationer var olagliga, men han lyckades hålla skulpturområdet hemligt i 18 år, fram till 1975. Efter det att den illegala skulpturparken på då ca 50 000 m² upptäckts, ville myndigheterna först riva anläggningen, men Nek Chand fick den allmänna opinionen på sin sida, och parken gjordes allmänt tillgänglig och invigdes 1976. Nek Chand anställdes som "Sub-Divisional Engineer, Rock Garden" och fick 50 personer under sig som arbetskraft för att bygga ut och underhålla skulpturparken.
I parken finns ett system av konstgjorda vattenfall och ett stort antal byggnader och skulpturer som genomgående gjorts av betong med stenar och allehanda slängda föremål: keramikskärvor, flaskor och glas, armband, elarmatur, kastruller och annat, och som placerats utmed stigar i området.
Skulpturparken var 2015, när Nek Chand dog, ca 160 000 m² stor och har över 5 000 besökare per dag. Den var motiv på ett indiskt frimärke 1983.

## Bildgalleri

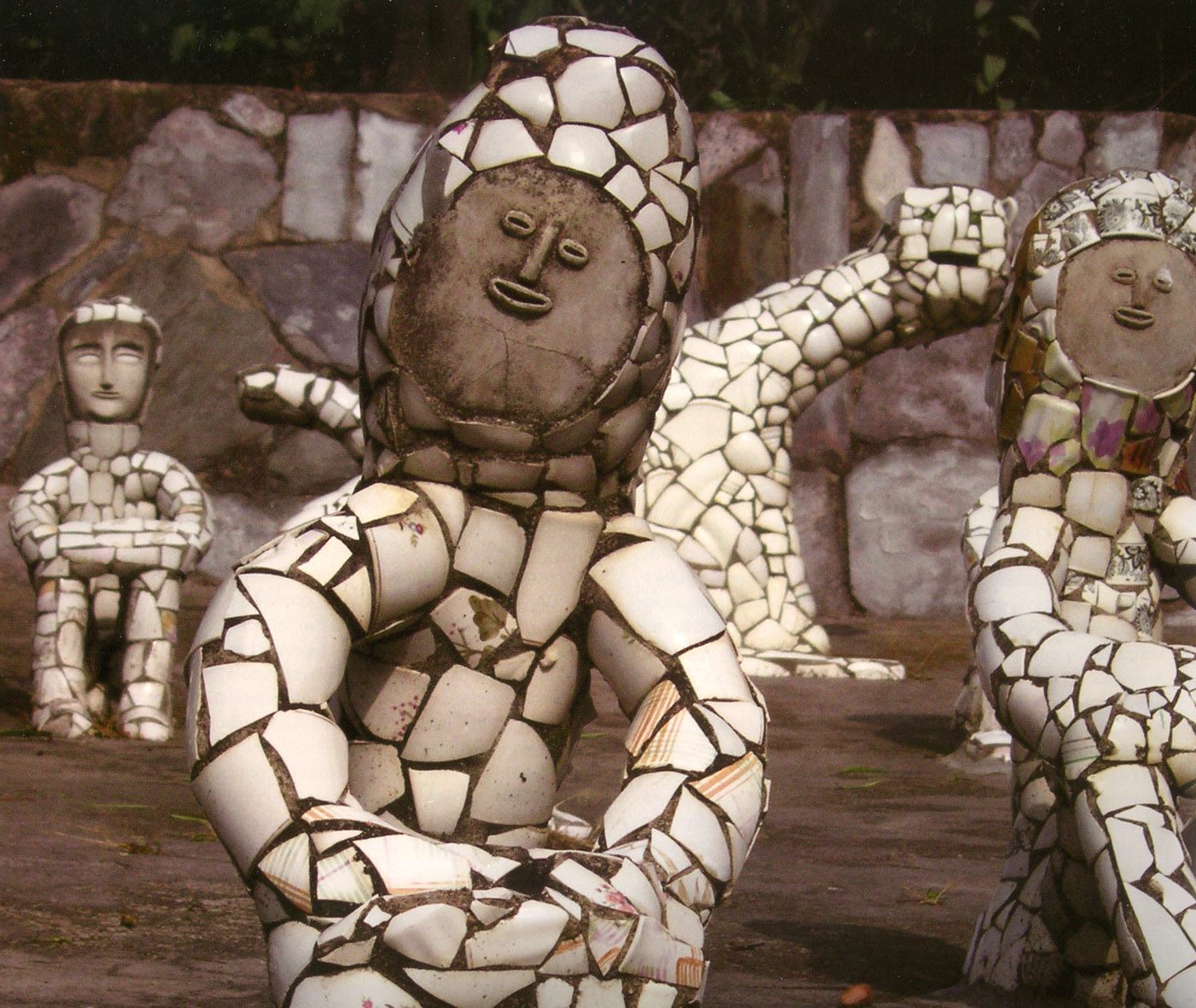
Skulpturer
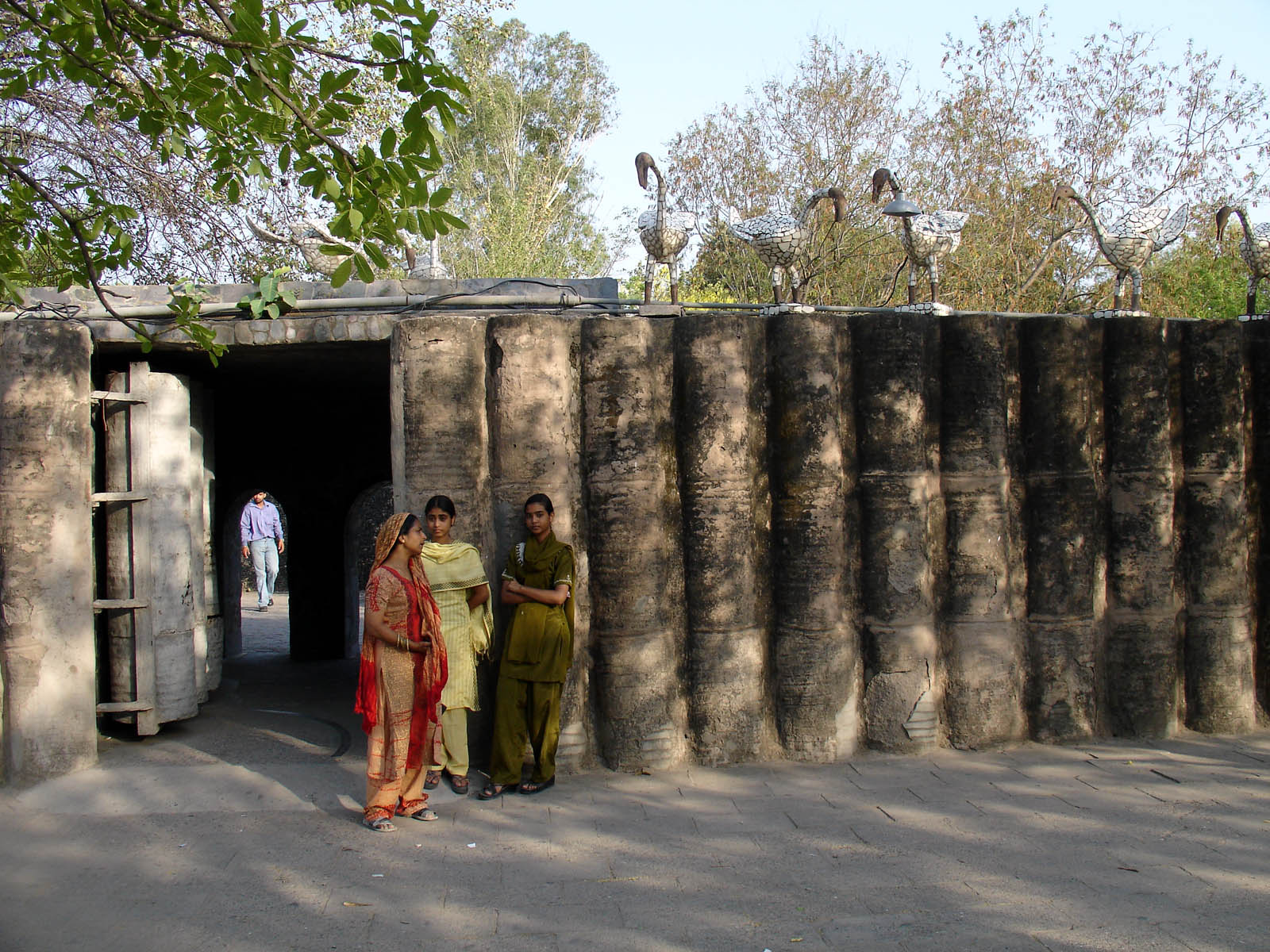
Entré
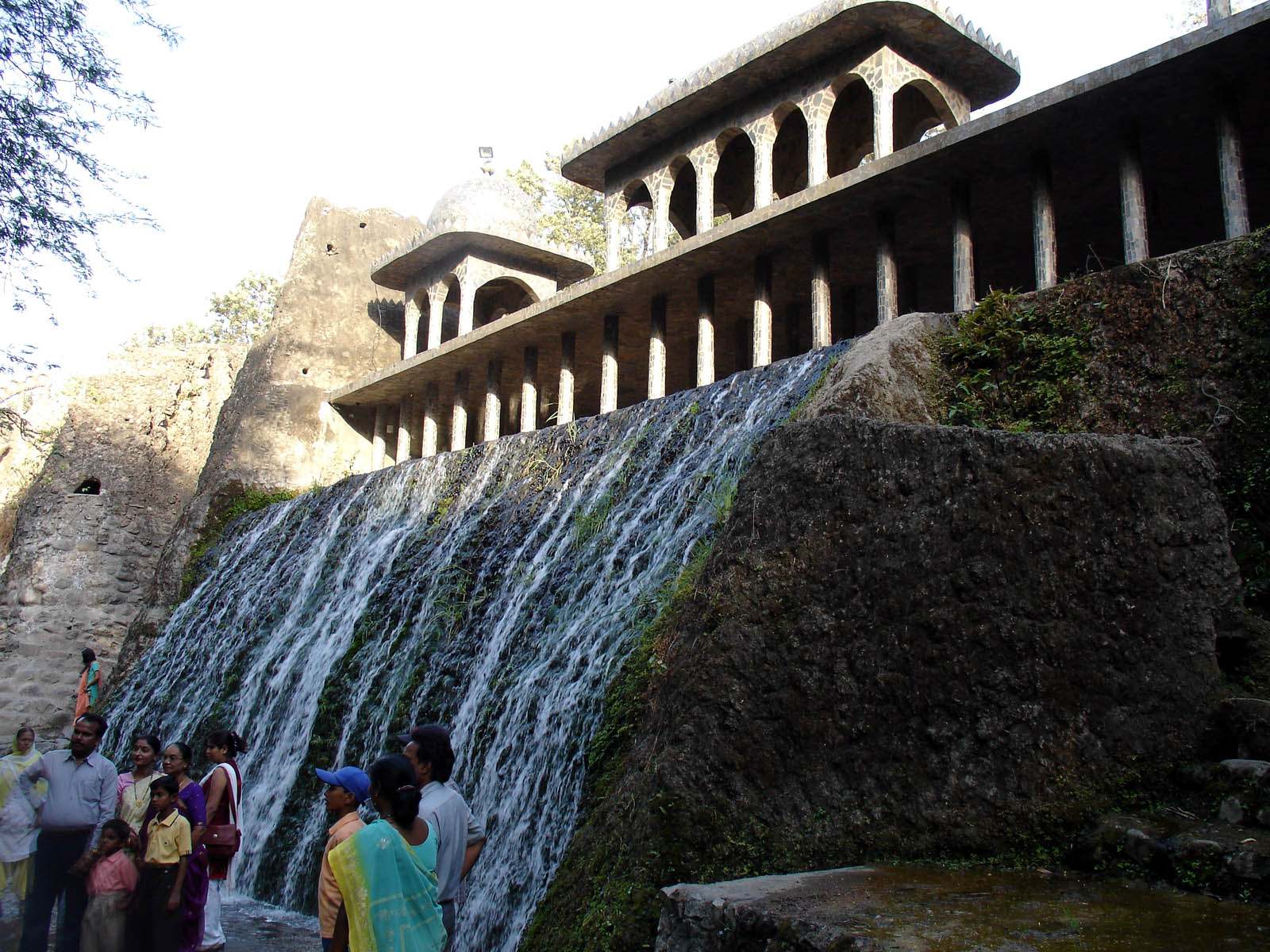
Vattenfall
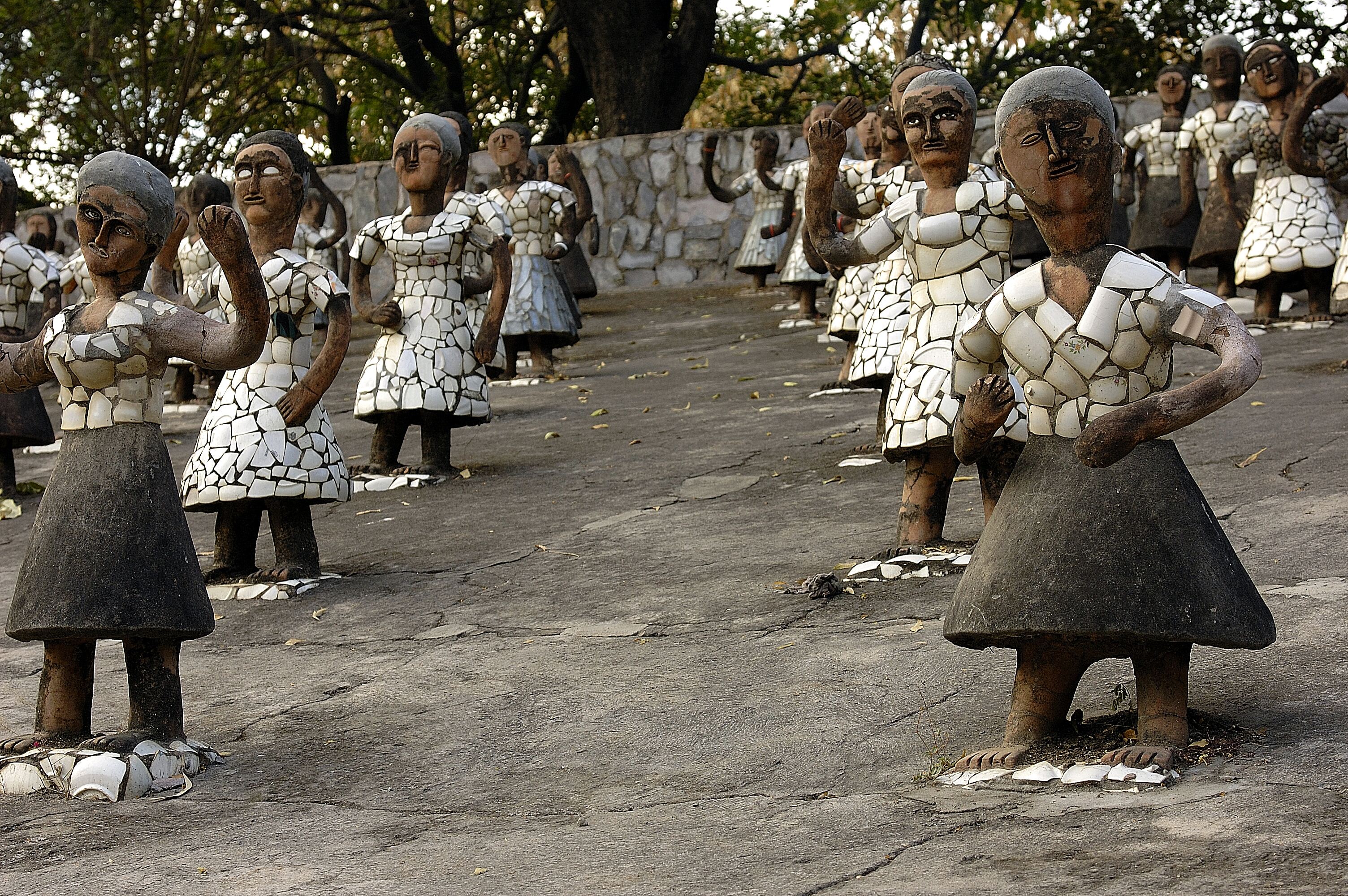
Dansande flickor
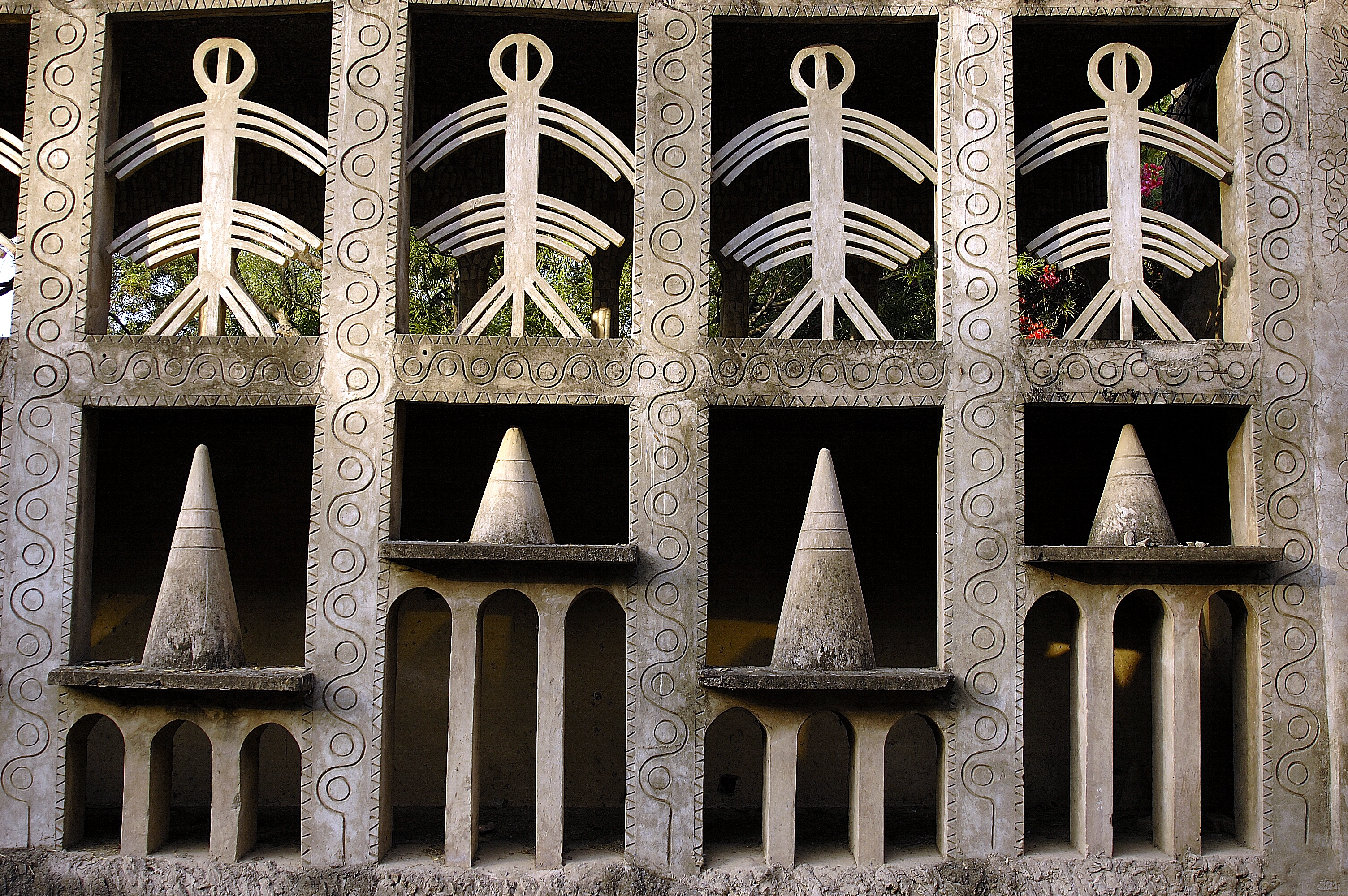
Utsmyckad mur
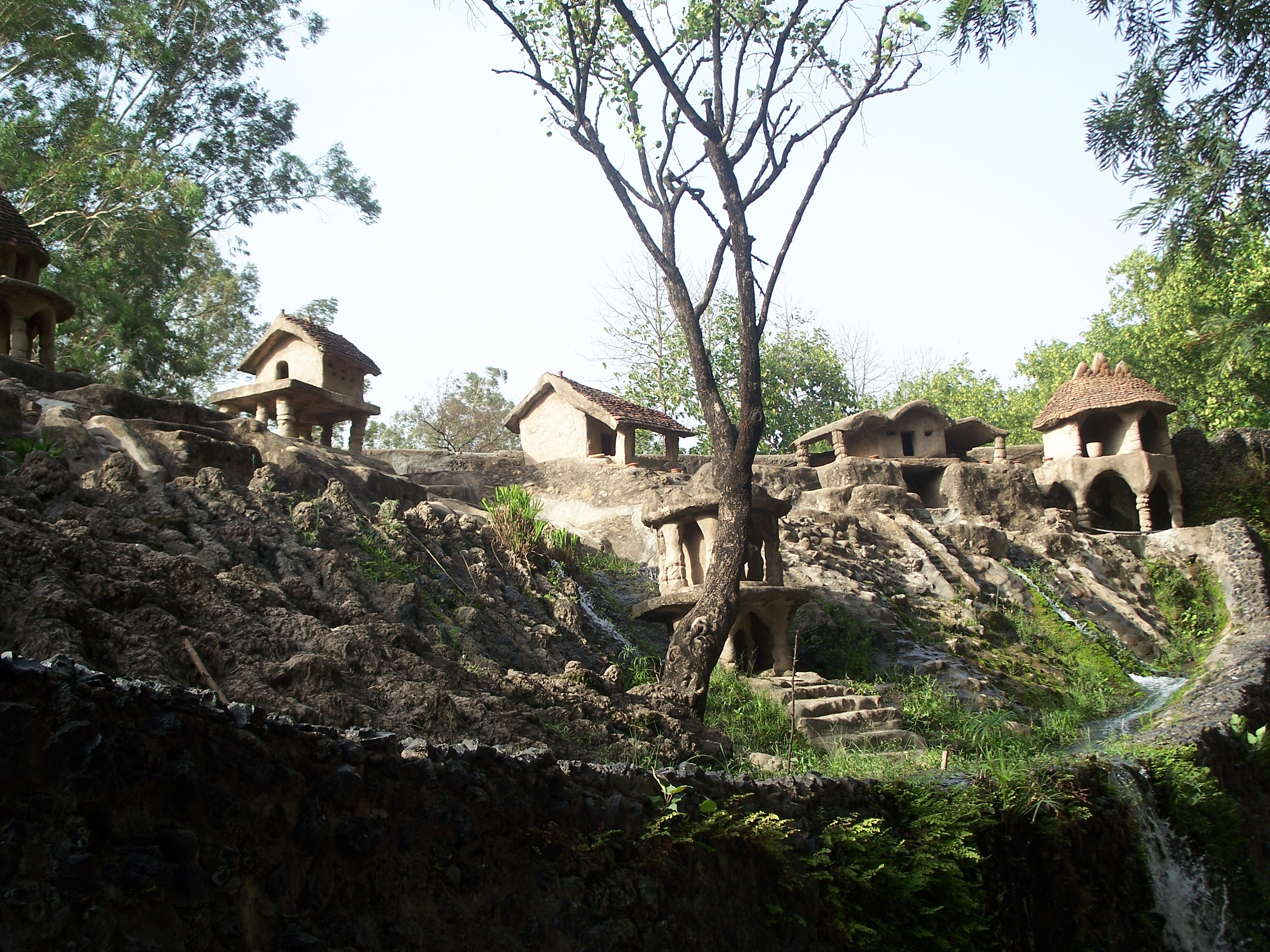
Byggnader
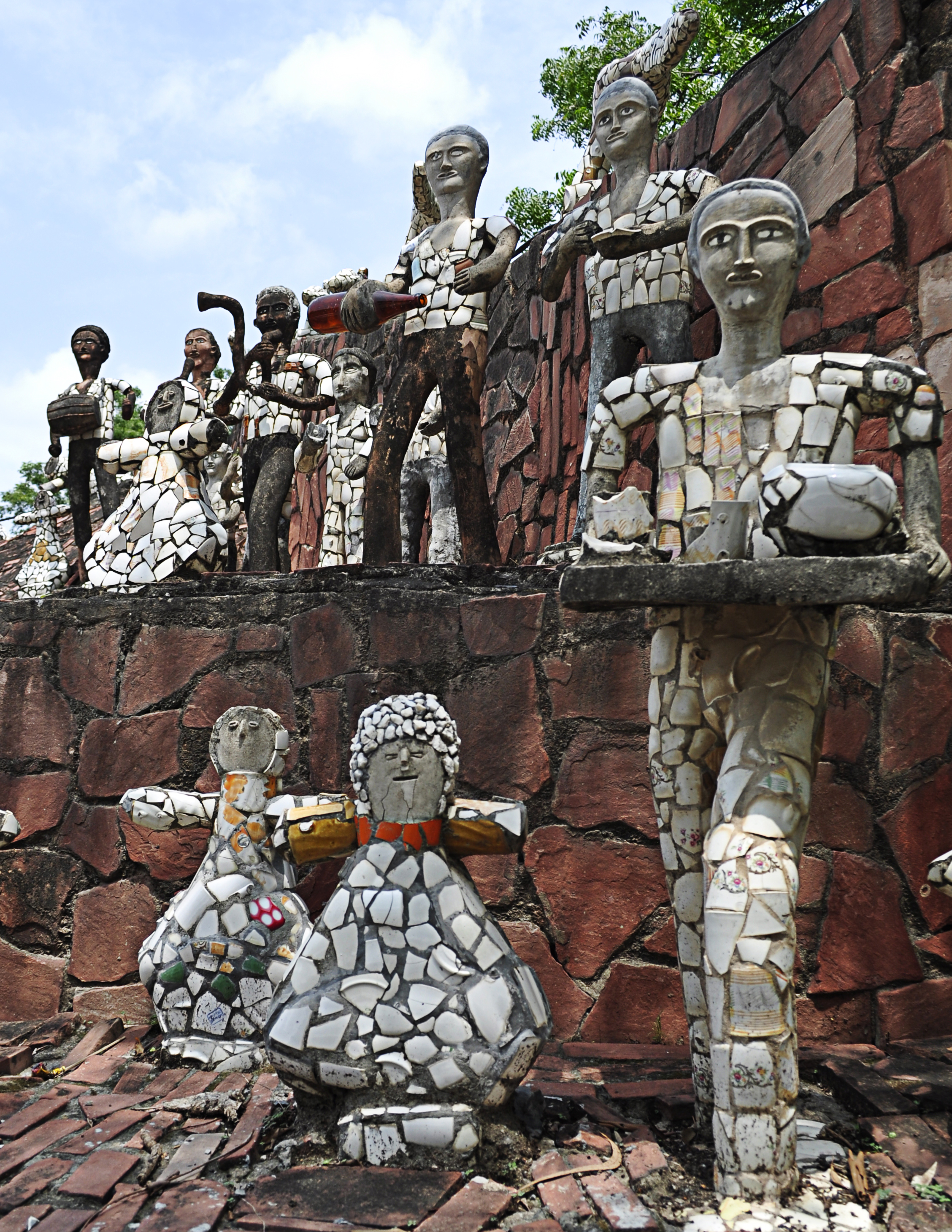
Musikanter
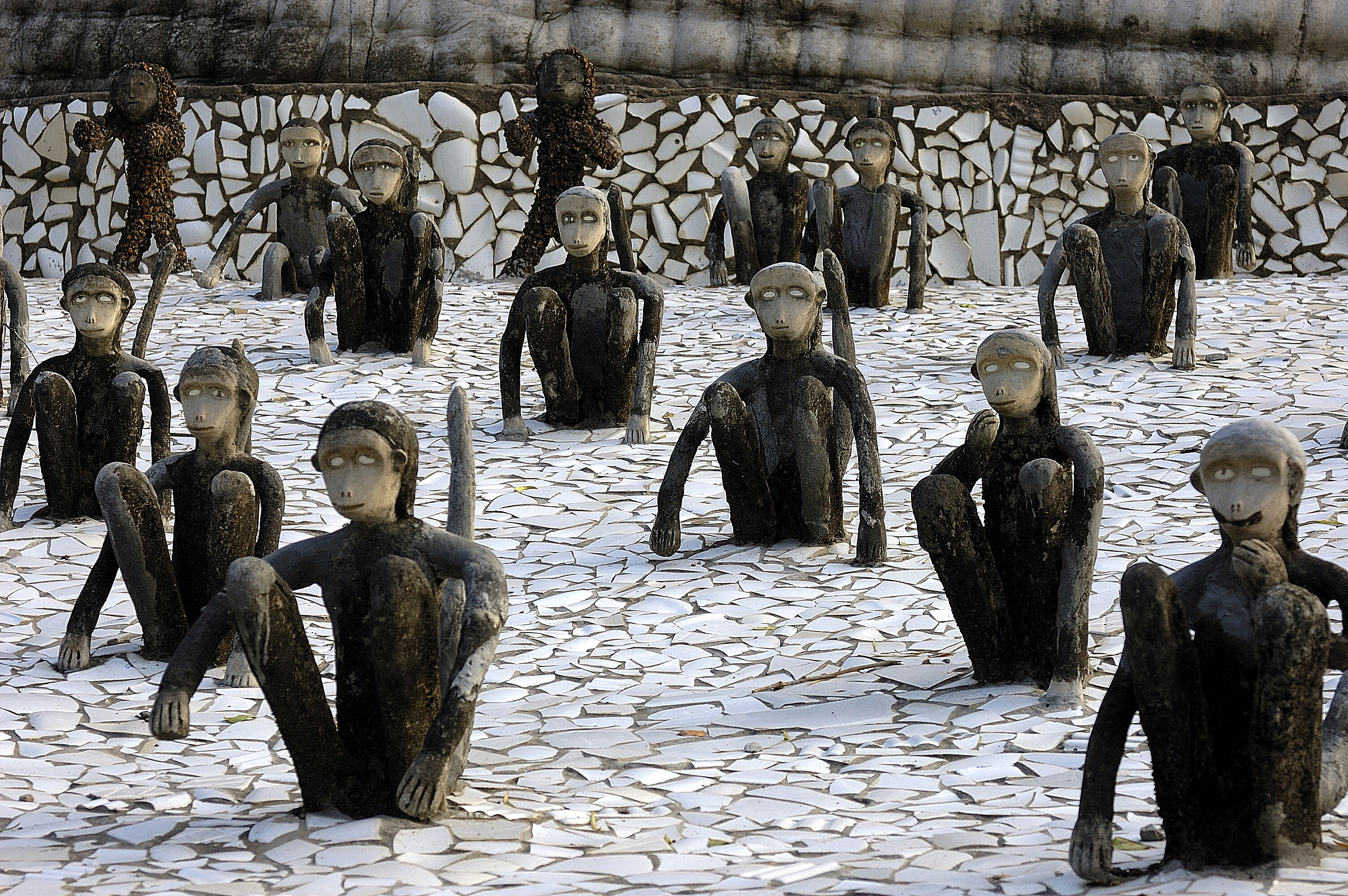
Apor
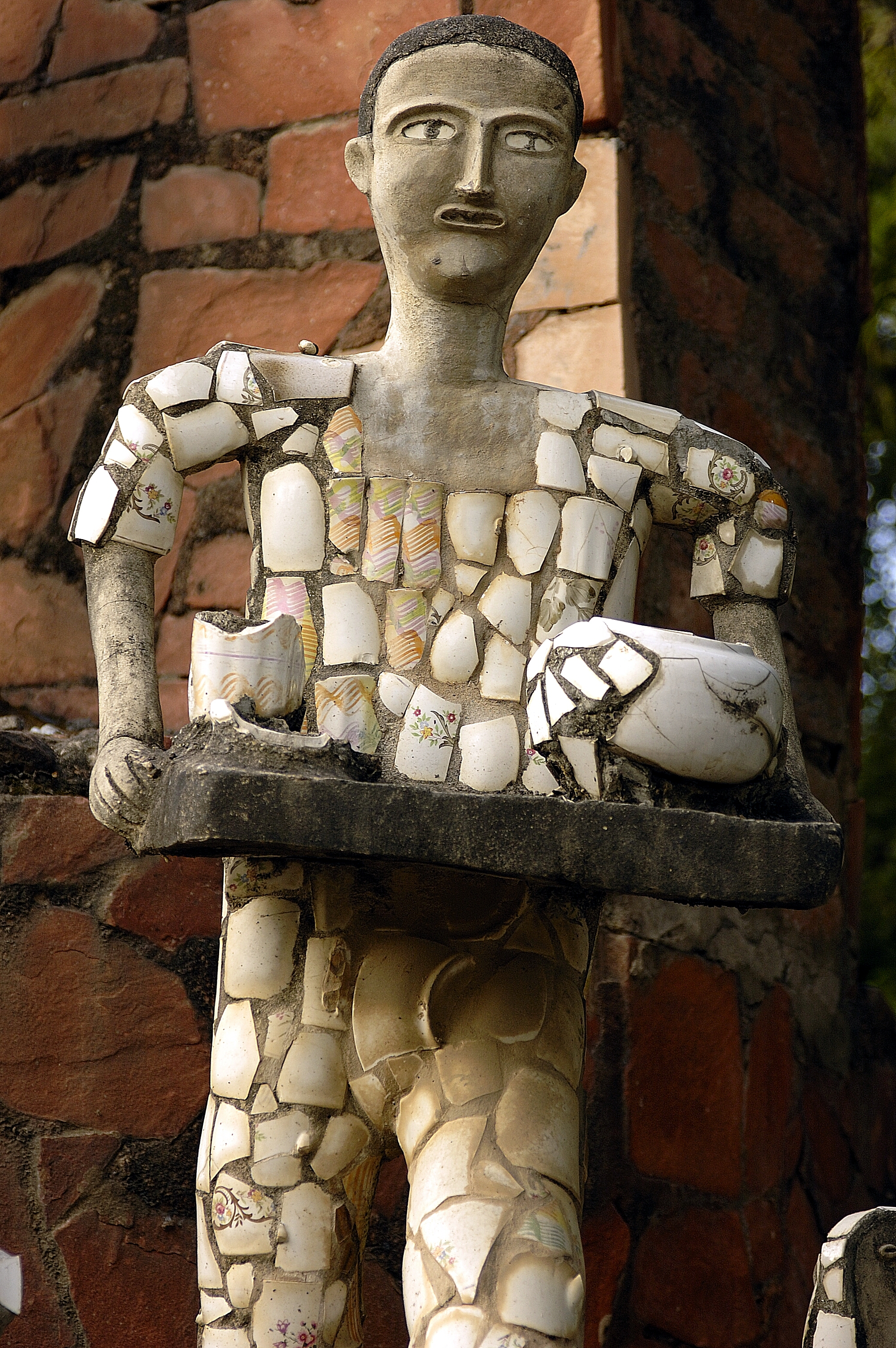
Mansfigur
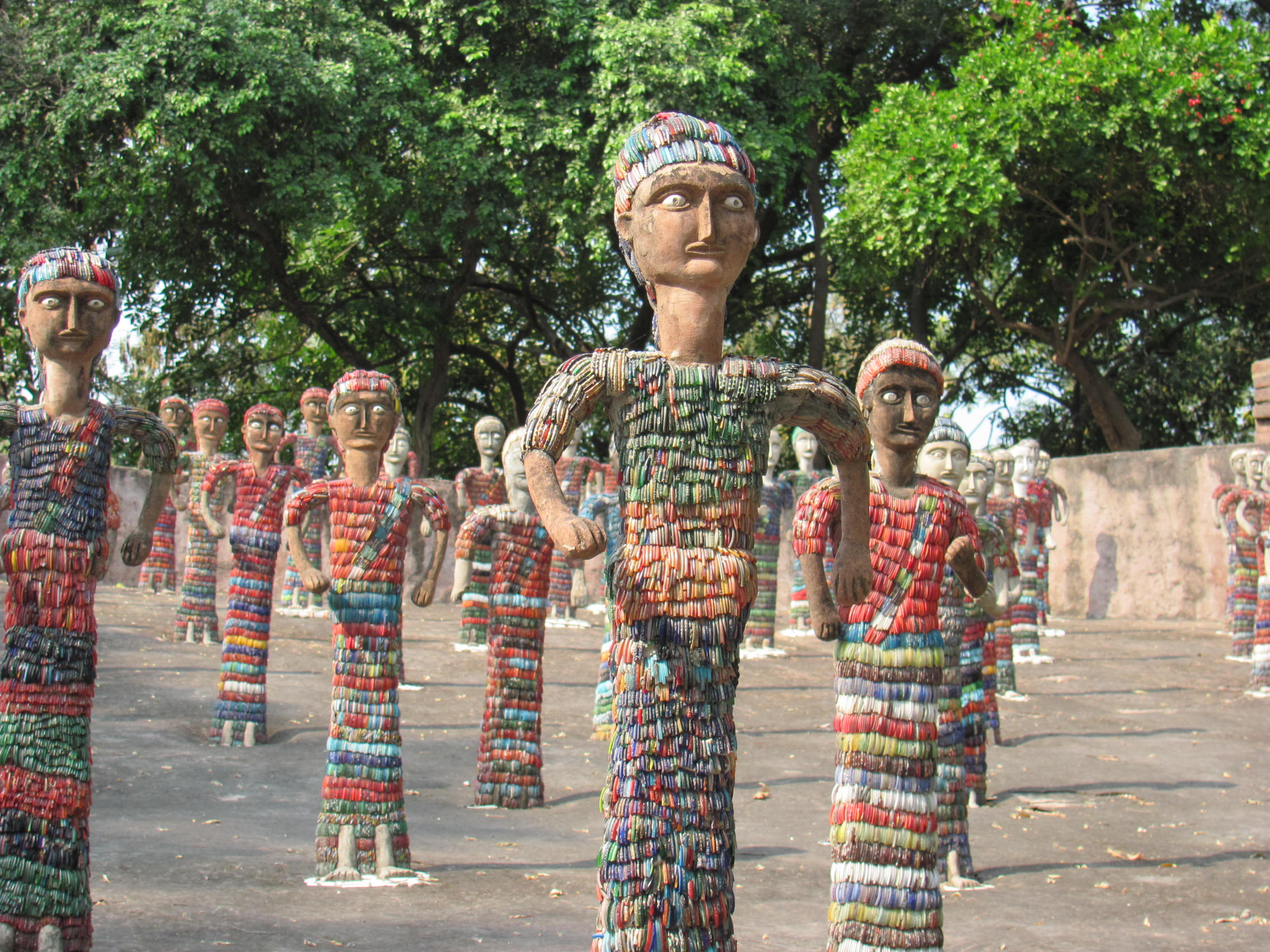
Kvinnofigurer av armband